# Morne Capado
Le morne Capado est un sommet situé sur l'île de Basse-Terre en Guadeloupe. S'élevant à 46 mètres d'altitude, il surplombe la plage de Tillet et se trouve à l'ouest du morne Bois Cap sur le territoires de la commune de Deshaies.